# Sega Studios San Francisco
Pour série télévisée d'animation, voir Secret Level (série télévisée d'animation).
Sega Studios San Francisco, précédemment connu sous le nom de Secret Level, était un studio de développement de jeux vidéo basé à San Francisco en Californie, et appartenant à Sega entre 2006 et 2010.
Le studio est fermé le 2 avril 2010, juste avant la sortie de son dernier jeu, Iron Man 2.

## Historique

### Origines
Secret Level, avant d'être racheté par Sega, a longuement travaillé sur le portage de jeux, ainsi que sur la création d'outils et de technologies dans l'industrie du divertissement. Fondé en 1999, le studio est alors situé près de AT&T à San Francisco.
Les premiers travaux de Secret Level sont ainsi : America's Army: Rise of a Soldier, sorti en 2005 pour la Xbox. Le studio a également travaillé sur les portages de Final Fight: Streetwise et Karaoke Revolution.

### Rachat par Sega
Le rachat de la société par Sega permet le développement de deux jeux, Golden Axe: Beast Rider et l'adaptation vidéoludique du film Iron Man. Secret Level est racheté par Sega juste avant l'E3 2006, quand le studio commence à travailler sur Golden Axe: Beast Rider, Simon Jeffery impressionné par la technologie de Secret Level, convainc Sega de racheter le studio. 
Après cela, Secret Level s'étend, passant d'un petit à un grand studio avec une centaine d'employés environ. Il faut deux années d'expansion et de développement pour terminer Iron Man et Golden Axe. Les deux jeux sont des échecs critiques et commerciaux.

### Sega Studios San Francisco
Après l'échec commercial et critique des jeux produits par Secrel Level, Sega décida de dissoudre l'équipe de Secrel Level. Les employés gardés sont transférés dans un nouveau studio, qui commence une nouvelle période de recrutement. Le studio, avant sa fermeture, n'a pas l'autonomie de la structure précédente et Sega possède un contrôle direct sur toutes ses décisions.

## Ludographie
- Unreal Tournament (2001) Dreamcast
- Star Wars: Starfighter: Special Edition (2001) Xbox, PC
- Star Wars: Jedi Starfighter (2002) Xbox
- Magic: The Gathering - Battlegrounds (2003) Xbox, PC
- Karaoke Revolution (2004) Xbox
- America's Army: Rise of a Soldier (2005) Xbox
- Final Fight: Streetwise (2006) Xbox
- Golden Axe: Beast Rider (2008) Xbox 360, PS3
- Iron Man (2008) Xbox 360, PS3
- Iron Man 2 (2010) Xbox 360, PS3